# Zweibrücken
Zweibrücken ([ˈt͡svaɪ̯ˌbʁʏkn̩], Duitse uitspraakⓘ; Nederlands: Tweebruggen, Paltsisch: Zweebrigge, Frans: Deux-Ponts ) is een kreisvrije stad in de Duitse deelstaat Rijnland-Palts. De stad telt 34.001 inwoners (31 december 2020) op een oppervlakte van 70,65 km².
Zweibrücken ligt aan de Schwarzbach en de Hornbach. De stad telt verschillende barokke gebouwen, die werden gerestaureerd na de Tweede Wereldoorlog.

## Delen van Zweibrücken
- Bubenhausen
- Ernstweiler
- Ixheim
- Mittelbach-Hengstbach
- Mörsbach
- Niederauerbach
- Oberauerbach
- Rimschweiler
- Wattweiler

## Historie
zie Palts-Zweibrücken

## Geboren in Zweibrücken
- Lodewijk II van Palts-Zweibrücken (1502-1532), hertog
- Ruprecht van Palts-Veldenz (1506-1544), paltsgraaf
- Frederik Casimir van Palts-Landsberg (1585-1645), paltsgraaf
- Johan Casimir van Palts-Kleeburg (1589-1652), paltsgraaf
- Frederik van Palts-Zweibrücken (1616-1661), hertog
- Wilhelm Legrand (1769-1845), dirigent, componist
- Philipp Ludwig von Seidel (1821-1896), wiskundige
- Karl Wilhelm Kuby (1829–1894), militair arts, arts bij de Beierse overheid
- Hermann Anschütz-Kaempfe (1872-1931), wetenschapper, uitvinder van het gyrokompas
- Peter Fleischmann (1937-2021), filmregisseur
- Wolfgang Thiel (1951), beeldhouwer
- Julian Derstroff (1992), voetballer